# 王宏范
王宏范（1933年9月—2022年10月3日），男，汉族，河南淅川人，中华人民共和国政治人物，曾任河南省人大常委会副主任，河南省关工委常务副主任，第八届全国人大代表。

## 生平
1948年后，在南阳地区淅川县、方城县党政机关工作。1956年调任中共河南省委办公厅秘书。1966年文化大革命开始后，在灵宝县、孟津县农村劳动。1971年调至河南省平舞工程707指挥所工作。1973年任河南省舞阳钢铁公司经理办公室副主任、中共舞阳工委办公室主任。1977年后，历任中共平顶山市委副秘书长，中共河南省委组织部办公室副主任、干部一处副处长、党政干部处处长。1981年后，历任中共河南省委组织部副部长、省劳动人事厅厅长、人事厅厅长等职。1991年3月补选为河南省第七届人大常委会秘书长。1993年4月当选河南省第八届人大常委会副主任。2022年10月3日18时53分在郑州逝世。

## 荣誉
- 庆祝中华人民共和国成立70周年纪念章（2019年）
- 光荣在党50年纪念章